# Ximo Navarro
Joaquín Navarro Jiménez (Guadahortuna, 23 de janeiro de 1990), mais conhecido como Ximo Navarro, é um futebolista espanhol que atua como zagueiro ou lateral. Atualmente, defende o Deportivo La Coruña.

## Carreira
Navarro formou-se nas categorias de base do RCD Mallorca em 2009.
No verão de 2011, Navarro foi emprestado ao Recreativo de Huelva da Segunda Divisão. Em janeiro de 2012, ele assinou com o clube da segunda divisão Córdoba CF, também por empréstimo.
Em 17 de junho de 2017, Navarro acertou um contrato de três anos com o clube da primeira divisão UD Las Palmas em uma transferência gratuita. Em 5 de julho do ano seguinte, ele se transferiu para o Deportivo Alavés da mesma liga com um contrato de três anos.
Após 104 partidas competitivas no Estádio Mendizorrotza, Navarro deixou o clube em junho de 2022, após o término de seu contrato. Em 14 de setembro, ele assinou com o clube holandês Fortuna Sittard, treinado por seu compatriota Julio Velázquez.
Em 1 de agosto de 2023, Navarro se juntou ao Deportivo La Coruña.